# Hubert Boone
Hubert Boone (Nederokkerzeel, 11 juni 1940) is een Belgisch violist en doedelzakspeler en verzamelaar van muziek, liederen en dansen uit Vlaanderen; hij kreeg zijn eerste muzieklessen van de gebroeders Mil en Jean Penninckx, de plaatselijke kleermaker en slager. Van 1953 tot 1956 speelde hij cornet in de fanfare Sint-Stefanus en leerde zo ook het traditionele repertoire kennen. Van 1957 tot 1963 studeerde hij aan het Koninklijk Muziekconservatorium van Brussel: hij leerde hier notenleer, altviool, harmonieleer, contrapunt en fuga. 
In 1968 werd  Boone wetenschappelijk medewerker aan het Muziekinstrumentenmuseum (MIM) van Brussel.
Vanaf 1990 maakte hij opnamen van traditionele muziek in Oost Europa zoals: Oekraïne, 
Armenië, Wit-Rusland, Tsjoevasjië, Mordovië en Zuid-Ossetië.
Boone stichtte in 1968 de volksdansgroep De Vlier en in 1978 het Brabants Volksorkest en in 2000 het ensemble Limbrant. In de twee laatste twee groepen speelt hij mee als muzikant en bezocht met hen talloze landen.

## Publicaties van zijn hand
Boone publiceerde verschillende artikelen over de Vlaamse-Waalse en Europese volksinstrumenten:
- De hommel in de Lage Landen (1976)
- De doedelzak (1983)
- De mondtrom (1986)
- Het accordeon en de voetbas in België (1990)
- Volksinstrumenten in België (2000, i.s.m. Wim Bosmans)
- Instruments populaires en Belgique (2000)
- Traditionele Vlaamse Volksliederen en Dansen (2003)
- Dansmelodieën uit de Vlaamse volksmuziektraditie (2010)

- Bibliothèque nationale de France: cb12306753x (data)
- Digitale Bibliotheek voor de Nederlandse Letteren: boon099
- Gemeinsame Normdatei: 173047688
- International Standard Name Identifier: 0000 0001 0891 3945
- Library of Congress Control Number: n83139599
- MusicBrainz: 754832fb-c42d-4962-bd7b-b9959b7916a8
- Nationale Bibliotheek van Israël: 987007327367305171
- Nederlandse Thesaurus van Auteursnamen: 069353042
- Système universitaire de documentation: 031945554
- Virtual International Authority File: 41906865
- WorldCat: E39PBJg4h4ctDryrrJj9fykbh3